# Stephen Robertson

Stephen E. Robertson (1946) es un programador e informatólogo británico. Junto a Karen Spärck Jones diseñó el modelo probabilístico de recuperación de información.

## Biografía
Stephen Robertson se licenció en matemáticas en la Universidad de Cambridge, complementando sus estudios en la City University de Londres. Mientras, Robertson se introducen en el mundo de la Documentación trabajando en la Asociación de Bibliotecarios Británicos (ASLIB). Decide doctorarse en Biblioteconomía en la University College de Londres bajo la dirección de Bertie Brookes.
Desde 1978 a 1998, fue profesor de sistemas de información de la City University en el departamento de Ciencia de la Información en la facultad de informática, siendo su director desde 1988 a 1996. Es nombrado profesor emérito de dicho centro en 2009.
En 1998, Stephen Robertson ficha por Microsoft para liderar un grupo de investigación en análisis y recuperación de información, cuyos resultados ha presentado en las conferencias TREC. Sus implementaciones han sido aplicadas en el buscador web de Microsoft Bing.
Además, Robertson ha colaborado con distintas publicaciones, siendo editor de la prestigiosa Journal of the American Society for Information Science and Technology.

## Obra académica
Stephen Robertson usó su base matemática en diseñar modelos de recuperación de información en entornos documentales. Su colaboración con Karen Spärck Jones, que ya había implementado la indización ponderada automática, daría como fruto en 1796 el planteamiento teórico del modelo probabilístico de recuperación de información.
La utilización de la teoría de probabilidades en Recuperación de información ya había tenido cierta experimentación a principios de los años 60 con Maron y Kuhn, pero con resultados poco satisfactorios. Sin embargo, el modelo propuesto por Robertson y Spärck Jones ha sido el primero que ha tenido auténtica trascendencia. Es conocido como el modelo de Recuperación binaria independiente (Binary Independence Retrieval) y la premisa de este modelo es considerar la probabilidad de que un usuario pudiera juzgar un documento, teniendo una palabra clave o un descriptor, como un documento relevante. Se basa en que el proceso es intrínsecamente impreciso, habiendo determinados aspectos que son no deterministas como puede ser la representación que hace una consulta de la necesidad de información del usuario o la representación del documento. 
La mejor forma de poder representarlo es mediante la teoría de probabilidades, intentando estimar la probabilidad de que, dada una consulta q, un documento d sea relevante para esa consulta, transcrito como P(Rel|d). Un documento se considera relevante si su probabilidad de serlo es menor que la de no serlo.
Para llevar a cabo su investigación, Robertson y Spärck Jones realizaron múltiples búsquedas de información por áreas temáticas y agrupando los documentos en conjuntos. Analizaban los términos que aparecían gracias al indicador que Karen Spärck Jones ya había diseñado para determinar cuales de esos términos resultaban más precisos en una estrategia de búsqueda. Stephen Robertson comento que cuantas más pruebas o evidencias se tengan sobre consultas, documentos y las relaciones que se establecen entre ellos, mayores serán las probabilidades de que los resultados se amolden a las necesidades de información.
Como premio a sus aportaciones, ha recibido varias distinciones como el Premio Tony Kent Strix en 1998 y el Premio Gerard Salton en 2000.